# 샹부아 전투
샹부아 전투는 1944년 제2차 세계 대전의 서부 전선 중 팔레즈 포위전에서 독일군을 막기 위해 폴란드, 캐나다, 미국 군대가 연합하여 싸운 전투로, 연합군의 대승으로 끝났다. 이 전투로 독일군의 고립 지대가 완전히 봉쇄되었다.

## 전투
뤼티히 작전의 실패 이후, 독일군은 샹부아를 철수할 수 밖에 없었다. 8월 17일 제1캐나다군이 팔레즈를 점령했고, 독일군은 폴란드, 미국, 캐나다 기갑군에 의해 샹부아 시에서 포위되고 말았다. B 집단군의 사령관이었던 발터 모델은 제7 그리고 제5기갑군에게 디브강을 건너 철수를 명령하는 한편, 미군에 맞서 새로운 방어망을 형성하라 지시했다. 그러나 연합군의 재빠른 진격은 그를 당황하게 만들었고, 캐나다군은 디브강의 독일 국방군 군대를 격파하여 샹부아를 포위할 수 있게 되었다. 미군 또한 독일군 부대가 들어갈 수 있는 포위망을 만들기 위해 독일군 고립에 주력했다.
8월 19일, 샹부아의 포위 지대가 완전히 고립되었고, 연합군은 도시를 향해 공격을 퍼부었다. 대부분의 독일군은 첫 공격에서 죽거나 다쳤지만, 제7군의 파울 하우서가 이끄는 부대는 반격을 감행해 포위망을 다시 뚫는데 성공했다. 연합군은 공중에서 남아있는 독일군을 완전히 전멸시키려고 했고, 기갑군 대부분을 불능으로 만드는데 성공했다. 8월 20일 밤 미군은 포위된 독일군을 향해 공격을 퍼부었다. 제116기갑사단과 제7군은 완전히 고립되었다. 미군은 독일군이 시도하는 반격을 격퇴하는 한편, 갇혀있는 대부분의 독일군을 공격했다. 제7군과 그들의 전차들은 항복할 수 밖에 없었고, 이 지역에서의 독일군은 완전히 사라지게 되었다. 파울 하우서는 부상을 입은 채 후퇴했다. 이 전투는 팔레즈 포위전에서 중요한 승리로 기록되었지만, 실질적으로 포위망을 완전히 닫는 데에는 꽤 많은 시간이 걸렸다.

## 같이 보기
- 팔레즈 포위전
- 폴란드 제1기갑사단
- 오버로드 작전